# Fabio Lanzoni
Fabio Lanzoni (nascido em 15 de março de 1959), conhecido apenas como Fabio, é um ator, modelo e porta-voz ítalo-americano. Ficou conhecido por representar a Sociedade Americana contra o Câncer e o I Can't Believe It's Not Butter!. Seus créditos de atuação incluem os filmes Death Becomes Her (1992), Eddie (1996), Dude, Where's My Car? (2000) e Zoolander (2001).
Natural de Milão, Itália, tornou-se cidadão estadunidense em 2016.